# Дербинов, Василий Никитич
Василий Никитич Дербинов — советский государственный и политический деятель, председатель Вологодского областного исполнительного комитета. 

## Биография
Родился в 1905 году в Москве. Член ВКП(б) с 1926 года.
С 1924 года - на общественной и политической работе. В 1924-1960 гг. — заведующий Вельской школой крестьянской молодёжи, заведующий Вельским, Кадниковским уездным отделом политического просвещения, ответственный секретарь Кадниковского уездного комитета ВЛКСМ, инспектор Вологодского окружного отдела народного образования, заместитель заведующего Агитационно-пропагандистским отделом Вологодского окружного комитета ВКП(б), директор Вологодского педагогического техникума, заведующий Отделом школ Вологодского городского комитета ВКП(б), лектор, заместитель заведующего Отделом пропаганды и агитации Вологодского областного комитета ВКП(б),
секретарь Вологодского областного комитета ВКП(б) по пропаганде и агитации, в 1942-1944 годы 2-й секретарь Вологодского областного комитета ВКП(б), председатель Исполнительного комитета Вологодского областного Совета, в 1945-1952 годы 1-й секретарь Вологодского областного комитета ВКП(б), заведующий Отделом школ ЦК КПСС, заместитель заведующего Отделом науки, школ и культуры ЦК КПСС по РСФСР.
Избирался депутатом Верховного Совета СССР 2-го и 3-го созывов.
Умер в 1960 году в Москве